# 대구층
대구층(Daegu formation, Taikyū formation, 大邱層)은 대한민국 경상 분지 의성소분지에 분포하는 중생대 백악기의 퇴적암 지층이다. 대구층은 대구광역시를 중심으로 그 동부인 영천시, 경주시 등지에 넓게 분포하는 중생대 백악기 경상 누층군 하양층군의 지층이다. 이 지층은 1928년 대구, 영천, 경주도폭에서 정의되었으며 다테이와 이와오(立岩巖)는 1929년 경주도폭과 영천도폭에서 채약산 분암층을 기준으로 그 상·하위의 지층을 각각 건천리층과 대구층으로 구분하였다. 대구광역시 도심부 지역의 지질은 대부분 대구층으로 구성되어 있다. 대구층의 퇴적 시기를 결정하는 절대 연령 분석은 이루어진 바 없지만 이와 대비되는 함안층의 지질시대는 암층서상 상위와 하위에 위치한 지층의 연대를 분석한 결과를 고려할 때, 백악기 후기인 알비안(Albian; 99.6-112.0 Ma)에 해당될 것이다. 대구층 상에는 천전리공룡발자국화석과 울주 대곡리 공룡발자국 화석이 발달한다.

## 함안층과반야월층
대구층은 1975년 장기홍에 의해 함안층과 반야월층으로 분리되었다. 

## 지역별 지질

### 대구광역시와경산시
대구-영천 지질도폭(1928)에 의하면 주로 이암과 셰일로 구성되어 있으며 남동쪽으로 경사하고 알코스질사암이 협재된다. 암석의 색은 붉은색(reddish)을 띠며 곳에 따라 어두운(blackish) 색을 띤다. 두께는 2,000 m에 달하며 남동쪽으로 약간 기울어 있다.

#### 건들바위

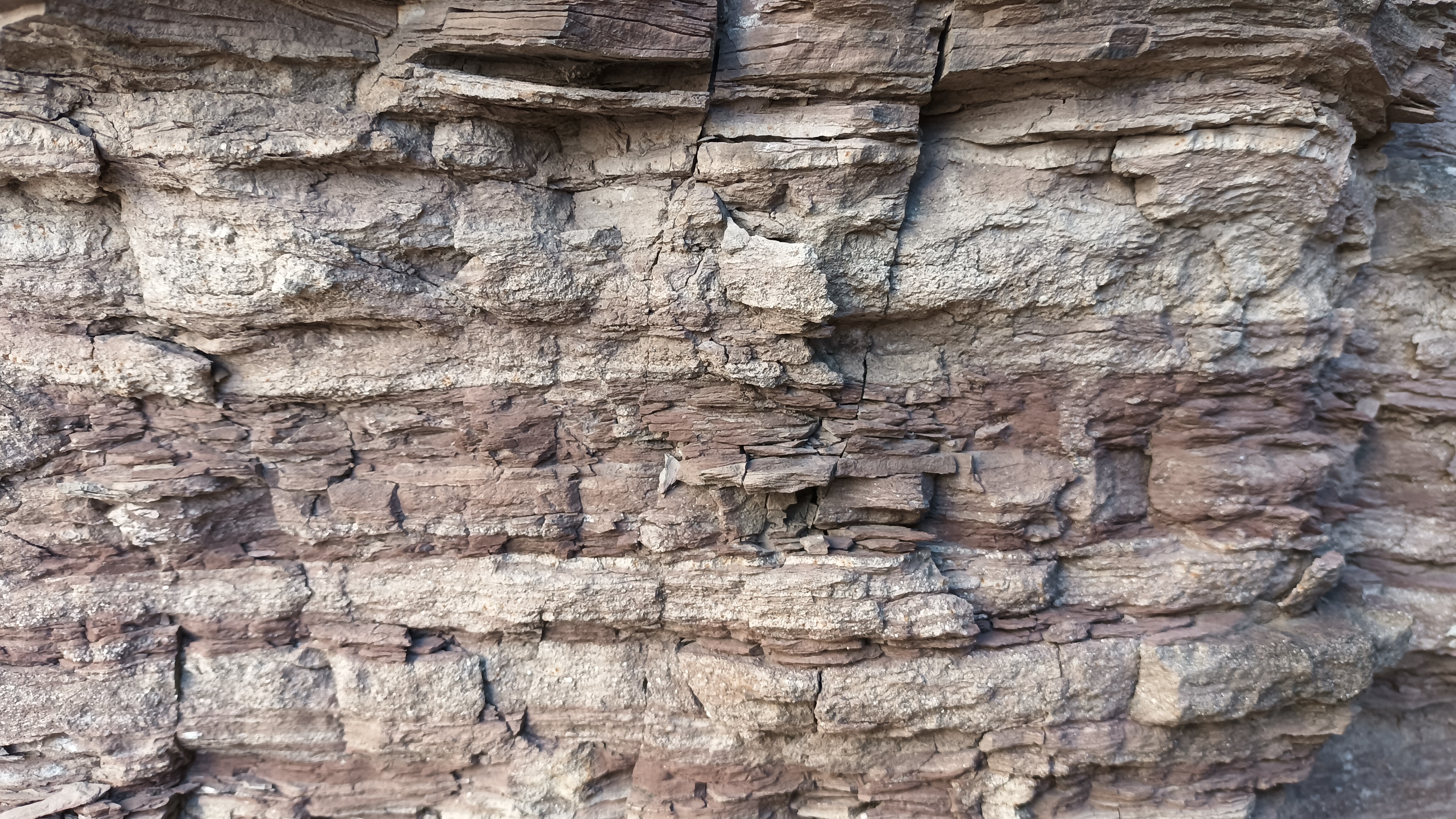
건들바위 근접 사진

대구광역시 시내에 위치한 건들바위(북위 35° 51′ 23.1″ 동경 128° 35′ 54.4″ / 북위 35.856417°  동경 128.598444° )에서 대구층의 노두를 관찰할 수 있다. 건들바위는 적색과 백색 지층이 교호하며 층리가 잘 발달한다.

#### 대구 도동 측백나무 숲

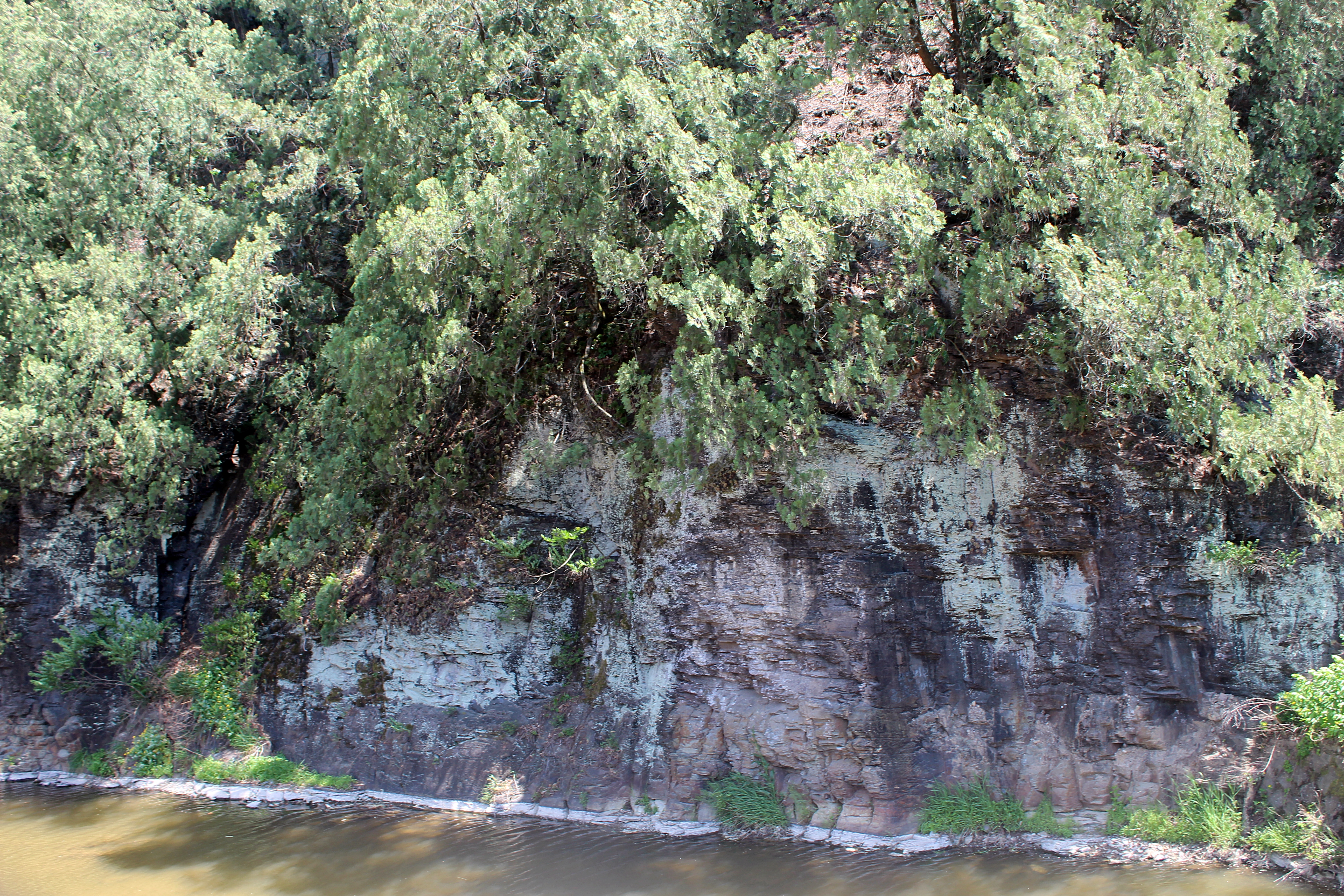
대구 도동 측백나무 숲

대구 도동 측백나무 숲은 나무의 높이가 5-7m 정도되는 700여 그루의 나무가 중생대 백악기의 퇴적암 경상 누층군 대구층 절벽에 자라고 있으며, 측백나무 외에도 소나무, 느티나무, 말채나무 등이 함께 어우러져 있다. 주변의 숲은 사람들이 나무를 함부로 베어가서 황폐해졌지만 측백나무는 절벽의 바위틈에 자라기 때문에 베어지지 않고 그대로 남을 수 있었다.
대구 도동 측백나무 숲은 천연기념물 제1호라는 이유로 많은 관심을 모으는 숲으로 지정당시에는 이 지역이 달성에 속해 있어 '달성의 측백수림'으로 불려왔다. 또한 측백나무는 중국에서만 자라는 나무로 알려져 있었는데 우리나라에서도 자라고 있어 식물 분포학상 학술적 가치가 높아 천연기념물로 지정되었다. 현재 대구 도동 측백나무숲의 보호를 위하여 공개제한 지역으로 지정되어 있어 관리 및 학술 목적으로 출입하고자 할때에는 문화재청장의 허가를 받아 출입할 수 있다.

#### 스트로마톨라이트
경산시 하양읍의 대구가톨릭대학교 캠퍼스 내에는 경산 대구 가톨릭대학교 스트로마톨라이트가 위치한다. 경산시 하양읍 은호1리 346/탑소길 55-1 (북위 35° 54′ 9.45″ 동경 128° 47′ 7.72″ / 북위 35.9026250°  동경 128.7854778° )에 위치한 경산 은호리 스트로마톨라이트화석은 하천 하상에 드러나 있으며 대구층 암회색 셰일층에 반구형의 스트로마톨라이트 수십 개가 2개 이상의 층준에 발달되어 있다.
(일본어) 大邱層 Dt
分布―大邱永川及慶州各區域  走向―大邱區域 ニテハ北東及至東西 永川及慶州兩區域ニテハ局部的變化多キモ概ツテ北東及南北ノ兩場合最普通ナリ  傾斜―大邱區域ニテハ八乃至二〇度 南東乃至南他ノ區城ニテハ殆水平乃至三五度但傾斜ノ方向日ハ所ニ曰リテ異ナル  地質断面圖1乃至7 綜合桂狀断面圖 局部狀断面圖1
本層ハ以上ノ各地層ニ比ツ分布甚タ廣ク厚サモ亦大ニシテ凡ルソニ 千米ニ達スコレヲ構成スル岩石ハ赭色黄褐色又ハ暗灰色ノ泥岩頁岩及砂岩ニシテ就中赭色頁岩及同泥岩多シ甚タ稀ニ灰色石灰岩ノ薄層 厚サ五米以下ヲ陜 有ス泥岩及頁岩ハ泥灰岩團塊ヲ含ムコトアリ一般ニ赭色ノモノ下部ニ暗灰色ノモノハ上部ニ多シ漣痕及乾裂ハ各層準ヲ通シ甚タ多ク本層ノ終始甚タ淺キ水中ニテ生成セシヲ推察セシム. 極メテ保存悪シク且小破片的ノ化石 (主ニ樹枝類) ハ往々コレヲ見ルモ鑑定ニ堪ユハキモノハ甚タ稀ニシテ小官ハ僅ニ各層準ニ略普遍的ニ產スル Frenelopsis of. parceramosa Fontaine 永川區域河陽ノ南西約四千米 ナル暗灰色頁岩及泥炭ノ累層ニ多キ所属不明ノ藻類 (Reef Algae) 化石一種及永川區域南東部永川郡北安面柳上里南部ニ於ケル本層ノ上層準詳言スレハ上ョリ數十米ノ層準ニ多産スル卷貝一種 (Campeloma? sp.) ヲ得タルノミナリ
晋州地方ニ在リテハ既記象文里ョリ東方咸安附近亙リテ 壙衍ス 小官ハ嘗咸安附近ョリ西方宜寧附近ニ至ル間ノ觀察ニ基キ本層ヲ次ノ如ク相移化スル四層ニ區分セシコトアリ
(一) 主ニ緒色ノ長石賞砂岩ヨり成り赭色灰色又ハ綠灰色ノ頁岩及同泥岩ヲ挾ム頁岩及泥巖ハ上層準ニ多シ及漣痕及乾製ハ 上層準ニ多キモ下層準ニハ稀ナリ厚サハ凡ソ八百米或ハコレ以上ニ達ス
(二) 主ニ灰色乃至綠灰色頁岩及同泥岩ョリ成リ赭色長石質砂岩及泥灰岩層並後者ノ團塊ヲ挾ム一般ニ漣痕及乾裂多ッ厚サハ凡ソ二百五十米
(三) 主ニ赭色頁岩及同泥岩ョリ成リ灰色乃至綠灰色頁岩同泥岩赭色長石質砂岩及泥灰岩(薄層又ハ團塊)ヲ挾ム漣痕及乾多厚サッ四百米
(四) 主ニ灰色乃至綠灰色頁岩及同泥岩ョリ成り色頁岩同泥岩同長石質砂岩及泥灰岩(薄層又ハ團塊)シ挾ム厚サハ凡ソ四百五十米稀ニ Frenelopsis cf.parceramosa Fontaine ヲ含ム
主トシテ岩石ノ色彩ニ基ケル斯ノ區分ハ區域ニ於テハコレヲ認ムル能ハスコレ同一層準ニ於テモ所ニ依リテ沈積物ノ性質ヲ多少異ニスルノミナラス岩石ノ色彩ハ赭色灰色紫灰色綠灰色等ノ間ニ於テ局部的ニ漸移シ居レルコト稀ナラサルカ故ナリ
(영어) Taikyu formation Dt

This is the thickest formation in the Kyongsang group, reaching about 2,000 meters in thickness. It consists essentially of mudstones and shales which are commonly reddish, in places blackish, in colour. Infrequently thin beds of arkose sandstones are intercalated in them. Fossil ripple-marks and sun-cracks are very common. The blackish shales infrequently contain organic remains, mostly indeterminable. Coniferous shoots referable to Frenelopsis parceramosa from the North American Potomae group, however, are rather common and have been obtained from various horizons of the formation. Besides these. a gastropoda (Campeloma?) from the upper horizen and a remarkable fossil of an algae reef from the middle horizon have been recognized.— 朝鮮地質圖 第4輯 - 慶州, 永川, 大邱 及 倭館圖幅 4페이지. (朝鮮總督府地質調査所, 技師 立岩巖 調査, 技手 金剛江 製圖 昭和 四年)

#### 사진
대구광역시의 대구층
- 동구 신암동 공사현장의 노두
북위 35° 53′ 20.6″ 동경 128° 37′ 38.1″ / 북위 35.889056°  동경 128.627250°
- 동구 신암동 공사현장의 노두
- 대불공원 동측, 대구광역시 북구 산격동 119-1
북위 35° 54′ 14.7″ 동경 128° 36′ 58.0″ / 북위 35.904083°  동경 128.616111°
- 진흥씨엔씨(북구 검단로 234-11) 전면
대구광역시 북구 검단동 1217-4
- 진흥씨엔씨(북구 검단로 234-11) 전면
대구광역시 북구 검단동 1217-4
- 동화천로 도로변에 드러난 노두
대구광역시 북구 지묘동 1390
- 대구 동구 용계로1길 36 앞의 노두. 겉보기와 달리 실제 지층의 색은 회색이다.
대구광역시 동구 용계동 56-3, 아트숲연수원아리카페 앞)
- 율하시티프라디움아파트 104동 북쪽
대구광역시 동구 용계동 56-13/56-17/56-12)
- 율하시티프라디움아파트 북동쪽
대구광역시 동구 용계동 146
북위 35° 52′ 28.9″ 동경 128° 41′ 39.7″ / 북위 35.874694°  동경 128.694361°
- 각산동 서부 임도 도로변
대구광역시 동구 (각산동 산 92-1/93-1)
- 각산동 서부 임도 도로변
대구광역시 동구 (각산동 산 93-1)
- 각산동 신지저수지 동측
대구광역시 동구 각산동 1116
- 대구혁신도시 서한이다음1차아파트 북쪽
대구광역시 동구 각산동 1029
- 대구새론초등학교 남동측
대구광역시 동구 각산동 1128
- 대구새론초등학교 남동측
대구광역시 동구 각산동 1128
- 대구혁신도시 서한이다음1차아파트 서측(이노밸리로29길 63)의 노두
대구광역시 동구 각산동
- 새론중학교 서측 이노밸리로 도로변에 드러난 노두
대구광역시 동구 각산동 1176
- 새론중학교 서측 이노밸리로 도로변에 드러난 노두
대구광역시 동구 각산동 1176
- 한국가스공사 본사 부근 계곡(이노벨리로57길 도로변)에 드러난 노두
대구광역시 동구 신서동 1139
- 반야월역작은도서관 부근 구 대구선 노반 옆에 위치한 노두
대구광역시 동구 신서동 775-13
- 혁신대로 도로변에 드러난 노두
대구광역시 동구 괴전동 650
- 율하천 상류 지역의 노두
대구광역시 동구 매여동 산 114
- 율하천 상류 지역의 노두. 남남서쪽으로 약 10°기울어 있다.
대구광역시 동구 상매동 산 64-1
- 대구국제공항 북동쪽 K2선에 드러난 노두
대구광역시 동구 방촌동 128-4
- 대구광역시 동구 숙천동 392/산 12
북위 35° 52′ 41.86″ 동경 128° 45′ 08.02″ / 북위 35.8782944°  동경 128.7522278°
- 대공원역 부근 달구벌대로 사면의 노두. 남동쪽으로 16°정도 기울어 있다.
대구광역시 수성구 연호동 154-5
- 수성패밀리파크 인근 팔현길 도로 사면의 노두
대구광역시 수성구 고모동 산 3-1
- 매호천 공룡발자국 노두
대구광역시 수성구 시지동 434-1
- 매호천 공룡발자국 노두
대구광역시 수성구 시지동 434-1
- 매호천 공룡발자국 노두 표지판
- 경산 대구 가톨릭대학교 스트로마톨라이트
- 대구광역시 동구 효목동 망우당공원 아래쪽
- 왼쪽과 동일
- 대구광역시 동구 효목동 해맞이공원 하단 금호강변 (이하 동일)
- 대구광역시 동구 봉무동 금호강변 야구장 북쪽
- 금호강 자전거길 도로변, 대구광역시 북구 검단동
- 공항교각변공원 북단, 대구광역시 북구 복현동 620
- 공항교각변공원 (이하 동일), 대구광역시 북구 복현동
- 복현동 공항교각변공원
- 경산 대구 가톨릭대학교 스트로마톨라이트

### 포항시와청송군
기계 지질도폭(1975)에 의하면 유천층군 주산안산암질암에 부정합으로 덮여 있어 형성된 후 상당 기간 침식작용을 거쳤다가 주사산 화산활동과 불국사 관입활동을 받은 것으로 추정된다. 대구층은 암회색, 녹회색, 암흑색 및 자색의 셰일 및 사질 셰일, 회색의 세립사암과 이암 등으로 구성되며 화산 분출물은 협재되지 않는다. 영천시 임고면과 고경면, 자양면 남부, 경주시 안강읍 지역에 분포한다.
도평 지질도폭(1973)에 의하면 녹색, 녹회색 사암과 자색 이암이 협재되고 빈약하게 두께 2 m 미만의 역암이 협재되며 사암은 알코스사암에 해당한다. 지층의 주향은 북서 15~20°, 경사는 북동 10~15°이나 화강암, 안산암 접촉 지대에서 국부적으로 변화한다.
청송군 현동면 도평리, 국도 제31호선 삼자현로 도로변(고개를 넘어가는 옛길)에는 아래 사진과 같이 대구층의 노두가 곳곳에 드러나 있다.
청송군과 삼자현 도로변의 대구층
- 삼자현로 도로변 노두
북위 36° 13′ 23.7″ 동경 129° 03′ 14.8″ / 북위 36.223250°  동경 129.054111°
- 삼자현로 도로변 노두. 북동쪽으로 경사한다.
북위 36° 17′ 51.0″ 동경 129° 02′ 48.3″ / 북위 36.297500°  동경 129.046750°
- 왼쪽 노두의 근경
북위 36° 17′ 51.6″ 동경 129° 02′ 48.1″ / 북위 36.297667°  동경 129.046694°
- 엔진 브레이크 사용 안내 표지판 뒤의 대구층 노두
북위 36° 17′ 48.4″ 동경 129° 02′ 51.6″ / 북위 36.296778°  동경 129.047667°
- 삼자현로 도로변 노두. 북동쪽으로 경사한다.
북위 36° 17′ 54.7″ 동경 129° 03′ 02.6″ / 북위 36.298528°  동경 129.050722°
- 삼자현로 도로변 노두. 북동쪽으로 경사한다.
북위 36° 18′ 04.6″ 동경 129° 03′ 02.3″ / 북위 36.301278°  동경 129.050639°
- 왼쪽 노두의 근경
북위 36° 18′ 05.4″ 동경 129° 03′ 02.4″ / 북위 36.301500°  동경 129.050667°
- 청송군 부남면 대전리 지방도 제930호선 백석탄로 도로변에 드러난 사곡층/대구층
북위 36° 20′ 19.8″ 동경 129° 02′ 53.4″ / 북위 36.338833°  동경 129.048167°

### 경주시
모량 지질도폭(1971)에 의하면 경주시 내남면 노곡리, 봉계리, 월산리, 덕천리 등과 울주군 두동면 월평리, 봉계리 일대에 분포하며, 이들 지역은 내남면 월산리를 제외하고 대부분 양산 단층 동쪽에 위치한다. 이 지역에서 대구층은 자색과 (녹)회색의 셰일 및 사암이 교호하며 화성암이 관입한 곳에서 열변성을 받아 혼펠스화되어 있다. 주향과 경사는 곳에 따라 조금씩 차이가 있고 화성암의 관입에 의해 일부 교란 받고 있으나 일반적으로 양산 단층 동부에서는 주향이 북동 20~60°, 경사는 대략 북서 10~40°이며 서부에서는 주향이 북서 10~40°, 경사는 대략 남서 5~30°이다. 양산 단층 동부에서는 유문암질 석영안산암과 불국사 화강암(에 의해, 서부에서는 안산암 및 규장암 등에 의해 관입당했다.

### 울산광역시

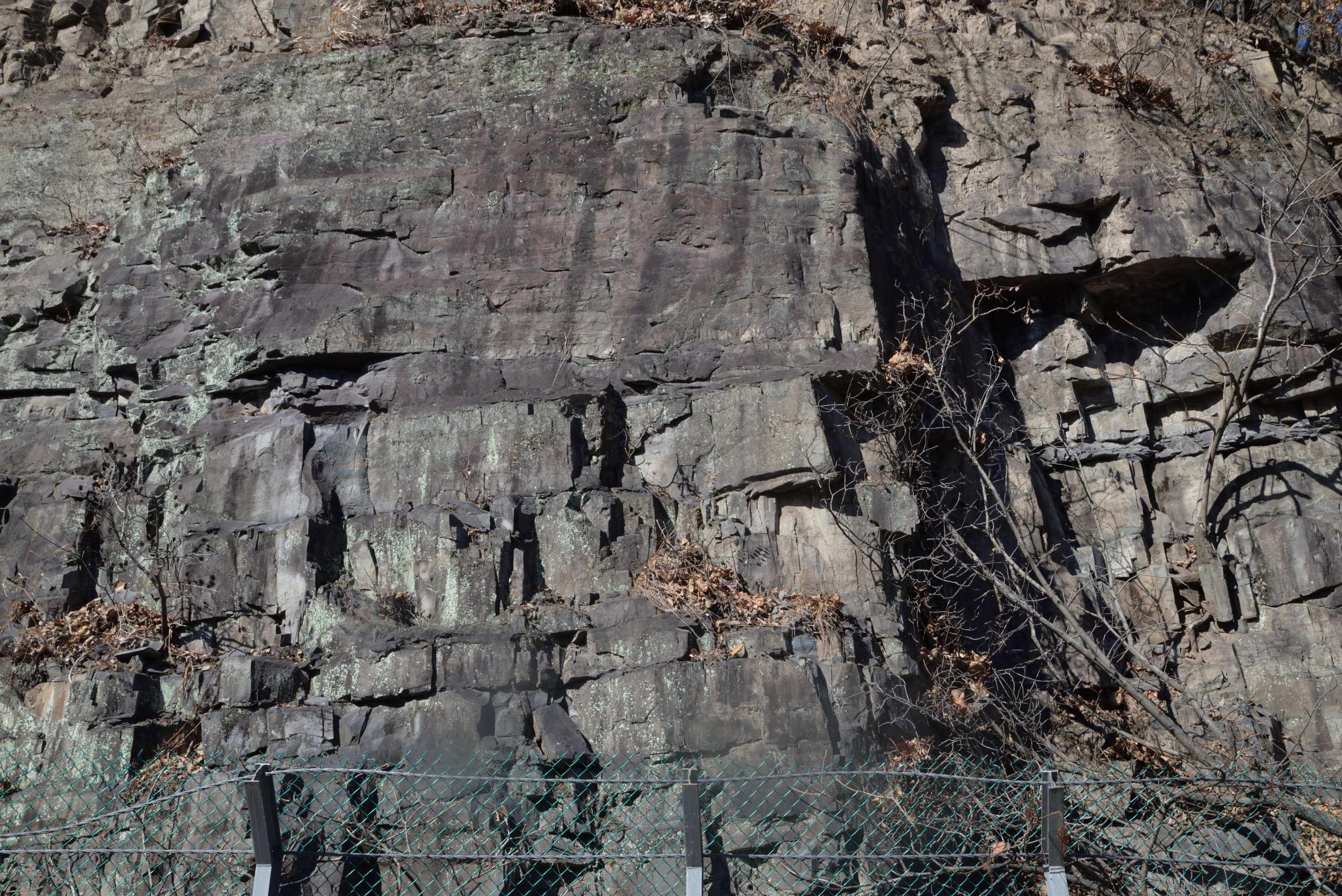
울주군 삼동면 작동리 삼동로 도로변
삼동면 삼동로 1343 부근

언양 지질도폭(1972)에 의하면 도폭의 동반부 일대인 울주군 범서읍, 두동면, 언양읍 동부, 청량면 등지에 널리 분포되어 있으며 모두 양산 단층 동부 지역에만 분포한다. 본 층은 하부와 상부의 암상이 다르다. 하부는 범서면 일원에 분포하며 암녹색, 녹회색, 암회색의 사암, 실트스톤, 사질 실트스톤, 사질셰일 및 및 셰일 등이 우세하게 발달하고 자색(赭色)의 사질실트스톤, 실트스톤, 셰일 등이 일부 호층(互層)을 이루거나 박층(薄層)으로 협재된다. 부분적으로 흑색 셰일이 협재되기도 한다. 상부층은 두동면, 언양읍, 삼남면 (동부), 청량면 일대에 분포하며 자색(赭色)의 (사질) 실트스톤, (사질)셰일 등이 우세한 듯 하나 녹(암)회색 및 암녹회색의 사암, (사질) 실트스톤, (사질)셰일 등과 호층(互層)을 이루고 있으며 담회색(淡灰色; 엷은 회색)의 이암이 협재된다. 본 층은 양산 단층 서부의 화산암류 및 화성암류와 단층 접촉하고 있으나 일부에서는 관입 접촉을 보여주기도 한다. 본 층의 주향과 경사는 도폭의 북부에서 북동 30~50°및 북서 10~20°를 이루고 있으며 남부에서는 북서 10~30°및 남서 10~20°의 주향과 경사를 보여주는 바 전체적으로 볼 때 대략 북동 70°의 배사축을 갖고 남서 10°로 침강된 침강배사(沈降背斜; plunging anticline) 구조를 이루고 있다.
2023년 9월 울산광역시 범서읍 중리 마을 인근 야산 계곡의 대구층에서 공룡의 발자국으로 추정되는 화석이 3점 발견되었다. 울산광역시 관계자는 사진상으로는 용각류로 추정되는 공룡발자국일 가능성이 높고 아니면 침식작용에 의해 패인 단순 침식 지형일 수도 있다고 하였다.

#### 천전리공룡발자국화석
울주군 두동면 천전리에는 대구층 암석에 새겨진 천전리 각석이 있으며 그 맞은편에 천전리공룡발자국화석이 있다.
천전리 각석과 천전리공룡발자국화석
- 천전리 각석
- 천전리공룡발자국화석

#### 울주 대곡리 공룡발자국 화석
울주군 언양읍 대곡리 일대에는 울주 대곡리 반구대 암각화와 함께 울주 대곡리 공룡발자국 화석산지가 있다. 대곡천에는 여러 장소에서 공룡발자국이 확인되지만 이곳의 보존상태가 가장 양호하다. 이곳의 공룡발자국은 약 100 m2 넓이의 바위에 새겨져 있는데, 용각류와 조각류 공룡발자국 24개가 관찰된다. 최근 2018년에는 인접한 층준에서 익룡발자국(Pteraichnus ichnosp.)및 보행렬이 새롭게 보고되었다.
2018년 울주 대곡리 반구대 암각화(35°36.255' N, 129°10.706' E)에 드러난 하부 대구층에서 코리스토데라(Choristodera)의 발자국 생흔화석이 발견되었다. 생흔화석 자체에는 노바페스 울산엔시스(Novapes ulsanensis)라는 생흔화석명이 부여되었다. 화석이 발견된 곳 일대에는 약 80여 개의 용각류, 수각류, 조각류, 익룡 그리고 무척추동물의 흔적 화석과 함께 건열과 연흔, 우흔 등의 퇴적 구조가 발견되어 대구층 퇴적 당시의 강한 계절성을 보이는 반건조 기후를 지시한다.
울주 대곡리 반구대 암각화와 함께 울주 대곡리 공룡발자국 화석산지
- 울주 대곡리 공룡발자국 화석 암석
북위 35° 36′ 27.2″ 동경 129° 10′ 28.7″ / 북위 35.607556°  동경 129.174639°
- 대구층에 드러난 울주 대곡리 반구대 암각화의 모습이다.

#### 울산 선바위

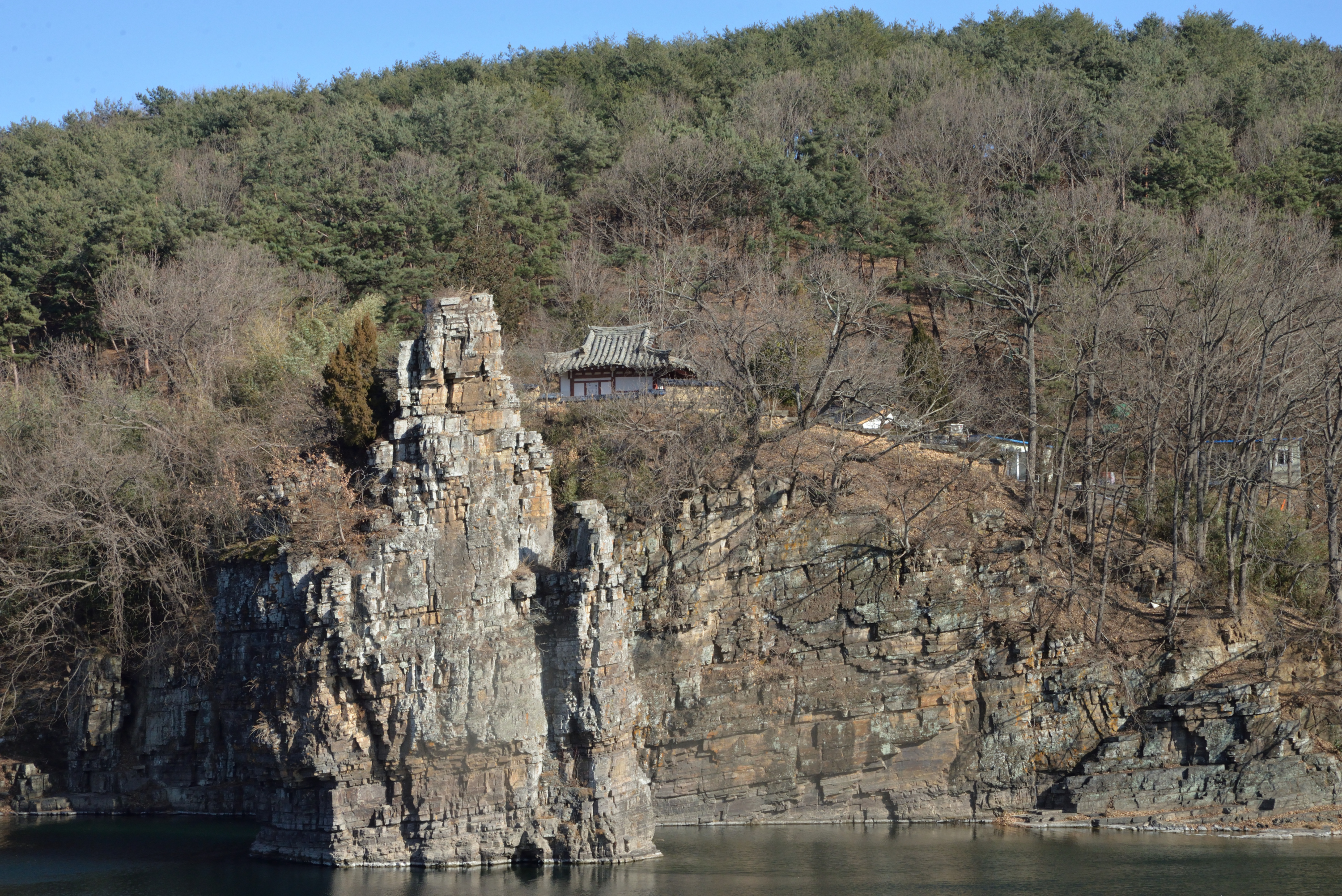
울산광역시 울주군 범서읍 구영리 태화강의 선바위

울산 선바위는 울주군 범서읍 구영리의 태화강 하상에 드러난 대구층(울산층)의 바위이다. 범서읍 입암마을의 선바위는 백룡이 살았다는 백룡담(白龍潭) 푸른 물속에 있는 기암괴석으로 깎아지른 듯 우뚝 서 있다 하여 선바위[立巖]라 불린다. 높이는 33 m (수면 위 21 m, 수면 아래 12 m)이고, 수면 위 둘레는 46 m, 바위 꼭대기 부분 폭은 2.9 m이다. 선바위를 마주보는 벼랑 위에는 용암정(龍巖亭)과 선암사(仙巖寺)가 있다.

### 중리 국수천 습곡
울주군 범서읍 구영리 일대의 울산층에는 노두 규모의 단층 관련 습곡이 다수 관찰된다. 국수천 하천을 따라 드러난 울산층은 암회색 이암과 사암으로 구성되며 층리면이 휘어진 습곡구조가 발달하고 있다. 습곡구조는 최소 5개 이상을 관찰할 수 있으며, 규모가 다양하다. 이암 및 셰일층 내에서는 연질퇴적변형구조(SSDS)가 관찰되고 일부 지층에서 층간 미끄러짐의 흔적이 인지된다. 이들 울산지괴 내 습곡과 역단층은 남-북 내지 북북동-남남서 방향의 압축력에 의한 결과로 판단된다. 습곡 노두와 함께 발달한 서북서 방향의 역단층은 산성질 암맥에 의해 절단되는데 이 암맥의 SHRIMP U-Pb 저어콘 연대측정 결과는 98.8~80.7 Ma이다. 울산지괴 퇴적층의 쇄설성 저어콘 연대측정 결과(106.8~103.6 Ma)와 산성질 암맥의 연대측정 결과를 종합할 때, 구영리 일대의 습곡 구조는 103.6~80.7 Ma 사이에 형성된 것으로 판단되었다.

## 같이 보기
- 한국의 지질
- 대구광역시의 지질
- 경상 누층군
- 함안층과 반야월층